# Focolari di pietra
Focolari di pietra è un romanzo fantasy storico del 2002 di Jean M. Auel, quinto libro della serie comunemente nota come I figli della Terra.

## Trama
Il viaggio di Ayla e Giondalar è finalmente giunto alla fine e i due giovani incontrano la tribù degli Zelandoni. Tutto il libro ruota attorno alla tensione creata dalla gravidanza di Ayla e dalla sua accettazione da parte della gente di Giondalar. La giovane è stata allevata da un clan di uomini di Neanderthal, conosciuti come "testapiatta" da parte degli Zelandoni e considerati alla stregua di animali. Per accettare Ayla quindi gli Zelandoni dovranno prima di tutto superare il loro pregiudizio nei confronti delle sue origini. Fortunatamente non tutti gli Zelandoni si dimostrano assolutamente convinti della correttezza delle proprie credenze.
Due di loro, Echozar e Brukeval, sono di origini neandertaliane. Echozar non sembra farci molto caso, incoraggiato anche dalla storia di Ayla e dal matrimonio imminente con Gioplaia, cugina stretta di Giondalar (sorella da parte di padre). Brukeval invece rifiuta completamente le proprie radici e non vuole sentire ragioni.
Intanto il primo amore di Giondalar, Zolena, è diventata Zelandonai, la Prima tra le guide spirituali della tribù. Lei appoggia l'adozione di Ayla tra gli Zelandoni, se non altro per l'abilità della giovane nel curare, che si dimostra a volte quasi superiore a quella di Zelandonai stessa. Dopo che Ayla aiuta un cacciatore in fin di vita a vivere abbastanza da poter salutare per l'ultima volta la sua compagna, la Prima si convince che la giovane donna è destinata a entrare a far parte degli Zelandonai (le guide spirituali, chiamate con il nome della tribù poiché vengono identificate con essa e non più come semplici individui) cosicché possa essere accettata come guaritrice da parte di tutti.

## Personaggi
- Ayla - della Nona Caverna degli Zelandoni, formalmente Ayla del Campo del Leone dei Mamutoi, figlia di Mamut, scelta dallo Spirito del Leone delle Caverne, protetta dall'Orso delle Caverne, amica dei cavalli.
- Giondalar - della Nona Caverna degli Zelandoni, compagno di Ayla, figlio del vecchio capo caverna e fratello di quello attuale e fratello di Folara.
- Zelandoni - (Zolena) Attuale Zelandonai (guida spirituale degli Zelandoni), primo amore di Giondalar.
- Tonolan - fratello giovane di Giondalar, morto durante il Viaggio (La valle dei Cavalli).
- Folara - sorella minore di Giondalar.
- Martona - vecchio capo della Nona Caverna, madre di Giondalar, Tonolan, Gioarran e Folara.
- Gioarran - fratello maggiore di Giondalar, capo della Nona Caverna.
- Marona - ex compagna di Giondalar.
- Brukeval - lontano cugino di Giondalar, sangue misto con il Clan.

## Edizioni
- Jean M. Auel, Focolari di pietra, traduzione di L. Perria, collezione LA GAJA SCIENZA vol. n.662, Longanesi & C., 2002,  p. 814, ISBN 88-304-1985-0.
- Jean M. Auel, Focolari di pietra, traduzione di L. Perria, collana TEADUE, Longanesi, 2003,  p. 814, ISBN 88-502-0422-1.